# 蒂尔特
蒂尔特（荷蘭語：Tielt，荷蘭語發音：[tilt]）:873是比利时弗拉芒大區西佛兰德省的一座城市，东与东佛兰德省接壤，通行荷蘭語，是弗拉芒社群的一部分，面积68.85平方千米，人口20,500人（2022年1月1日）。

## 友好城市
- 法國 布里尼奥勒
- 義大利 布鲁尼科
- 德国 大盖劳
- 波蘭 沙莫圖維